# Huzhuang (köpinghuvudort i Kina, Liaoning Sheng, lat 40,72, long 122,54)
Huzhuang är en köpinghuvudort i Kina. Den ligger i provinsen Liaoning, i den nordöstra delen av landet, omkring 140 kilometer sydväst om provinshuvudstaden Shenyang. Antalet invånare är 28 903. Befolkningen består av 13 912 kvinnor och 14 991 män. Barn under 15 år utgör 12,0 %, vuxna 15-64 år 76 %, och äldre över 65 år 10,0 %.
Runt Huzhuang är det tätbefolkat, med 493 invånare per kvadratkilometer. Närmaste större samhälle är Gangdu, 8,9 km söder om Huzhuang. Trakten runt Huzhuang består till största delen av jordbruksmark.
Genomsnittlig årsnederbörd är 976 millimeter. Den regnigaste månaden är juli, med i genomsnitt 249 mm nederbörd, och den torraste är januari, med 7 mm nederbörd.